# Lasiurus insularis
Lasiurus insularis é uma espécie de morcego da família Vespertilionidae. Endêmica de Cuba.